# Тодор Манојловић
Тодор "Тодош" Манојловић (Велики Бечкерек, 17. фебруар 1883 — Зрењанин, 27. мај 1968) био је српски књижевник, књижевни и ликовни критичар и теоретичар и драмски писац који је својом првом драмом „Центрифугални играч“ (1930. године) поставио темеље модерне српске драме. Један је од највећих европејаца српске модерне културе.

## Породица
Тодор Потиче из угледне и богате српске бечкеречке породице Манојловић, која је становала у Пупиновој улици. Тодорови родитељи били су: отац Никола Нико Манојловић адвокат и Софија Манојловић рођ. Петровић. Смрт их је узела у исти мах, умрли су дан за даном, "од тешке болести", након 19 година срећног брака. Нико је умро 6. децембра, а Сока сутрадан 7. децембра 1899. године. Остали су изненада без родитеља њихови синови Тодор и Иван. Бригу о њима преузели су Софијине сестре Линка Крсмановић и Олга Путић, те брат Јоца Петровић.

## Школовање
Школовао се Тоша као стипендиста "Аврамовићеве закладе", једне од 50 богословских стипендија при српској патријаршији у Сремским Карловцима. Почев од 1894. године, када је већ био гимназист у Великом Бечкереку. Стипендија је износила 300 ф. годишње, а он је био чак шта више рођак завештачев.
Учио је најпре права у вароши Нађвараду, где се дружио са неколико година старијим мађарским песником Ади Ендреом. Заједно оснивају групу писаца и уметника названу "Holnap" (Сутра). То је била његова "улазница" у књижевно-уметнички свет, који ће га потпуно заокупирати. Од 1910. године У Минхену студира историју уметности, и из тог времена је кореспонденција са бечким књижевником Стефаном Цвајгом. Предстојеће предратне године безбрижно проводи у Темишвару, Фиренци, Риму, Венецији где са одушевљењем проучава на лицу места, стару уметност и њене ствараоце. Свој први текст на српском језику објављује 1913. године у Летопису Матице српске. Реч је о приказу прве књиге Исидоре Секулић: "Сапутници", који је написао под упливом познаника, песника Јована Дучића. Завршио је Филозофски факултет – одсек историје уметности у Базелу 1914. године.

## Стваралаштво
Први светски рат га је затекао у Италији. Године 1916. одлази на Крф као добровољац, сарађује у Српским новинама и Забавнику. Од 1920. до 1924. године био је секретар Опере, затим библиотекар Сената и професор београдске Уметничке академије. Био је 1931. године, кратко и бурно, уредник Летописа Матице српске у Новом Саду. Сарађивао је са многим књижевним листовима и часописима, уз веома запажену преводилачку активност.
Одликован је, између осталих награда, Палмом Француске академије. Написао је велики број песама, есеја, чланака и критика које су обухватиле све области уметничког стваралаштва. Од драма се издвајају: „Центрифугални играч“, Катинкини снови, Наход Симеон, Опчињени краљ, Сан зимске ноћи, Comedia dell arte.
Између два светска рата живи у Београду, и учествује у јавном животу као културни посленик. Био је секретар Београдске опере и секретар Матице српске и уредник њеног "Летописа" у Новом Саду. Био је библиотекар Сената од 1931. до 1941. године. Предавао је историју уметности на београдској Уметничкој академији. Интензивно је пратио уметничке догађаје и писао ликовне критике. Судови које је у овим текстовима изрекао, поводом изложби најзначајнијих југословенских сликара, послужили су за данашњу периодизацију у ликовној уметности 20. века. Ликовне критике Тодора Манојловића објављене су у редакцији Јасне Јованов, у издању Градске библиотеке Зрењанин.

## У завичају
Старе дане, од 1945. године тај "вечити нежења" проводи у родном Зрењанину. Станује заједно са неудатом полусестром Вером Путић, у улици Максима Горког 31 (данас Улица војводе Петра Бојовића). Био је члан српског ПЕН клуба, а под старе дане добија низ књижевних признања. Удружење књижевника Србије му додељује награду за животно дело јануара 1968. године. Умро је убрзо 27. марта 1968. године, и сахрањен у породичној гробници на Томашевачком гробљу у Зрењанину. На кући где је становао и умро постављена је спомен-плоча.